# Die bitteren Tränen der Petra von Kant
Die bitteren Tränen der Petra von Kant ist ein Filmdrama des deutschen Regisseurs, Autors und Darstellers Rainer Werner Fassbinder aus dem Jahr 1972. Es basiert auf dem gleichnamigen Theaterstück von Fassbinder, das unter Regie von Peer Raben 1971 bei den vierten Experimenta-Theaterwochen im Frankfurter Theater am Turm uraufgeführt wurde.

## Handlung
Die reiche und erfolgreiche Modeschöpferin Petra von Kant lebt mit ihrer Sekretärin Marlene in einer luxuriösen Bremer Wohnung. Ihr erster Mann starb bei einem Autounfall, eine zweite Ehe ging vor kurzem in die Brüche. Obwohl Kant einsam ist, behandelt sie ihre schweigsame Sekretärin Marlene wie eine Sklavin und demütigt sie regelmäßig.
Durch ihre Freundin, die Baronin von Grasenabb, lernt sie das junge Model Karin Thimm kennen, das in Australien lebt und dort einen Ehemann hat. Petra von Kant verliebt sich in Karin und lädt sie zu sich nach Hause ein. Um die junge Frau an sich zu binden, bietet Kant ihr eine Anstellung als Mannequin an. Die beiden ziehen zusammen und werden ein Paar. Doch Karin ist der Beziehung schon bald überdrüssig und hat Affären, die sie kaum verheimlicht. Als ihr Mann nach Europa kommt, will Karin zu ihm zurückkehren. Kant ist verzweifelt und reagiert hysterisch. Sie beschimpft ihre Geliebte als „kleine, miese Hure“, beteuert aber gleichzeitig ihre tiefe Zuneigung und Liebe und lässt sie schließlich gehen.
Nachdem Karin ausgezogen ist, tröstet sich Petra von Kant mit Alkohol über den Verlust hinweg. An ihrem Geburtstag erhält sie Besuch von ihrer Mutter und ihrer Tochter Gabriele. Sie gelangt zu der Erkenntnis, dass sie Karin nie richtig geliebt hat, sondern sie nur besitzen wollte, und sieht ein: „Man muss lernen zu lieben, ohne zu fordern“. Als die Gäste gegangen sind, entschuldigt sich Kant bei ihrer Dienerin Marlene für die jahrelangen Erniedrigungen und bietet ihr die Freundschaft an. Marlene verlässt daraufhin ihre Herrin ohne ein Wort des Abschieds.

## Hintergrund
Rainer Werner Fassbinder schrieb das Drehbuch auf der Grundlage seines eigenen Theaterstücks. Im Vorspann widmete er den Film „dem, der hier Marlene wurde“.
Nach Aussagen aus dem engsten Fassbinder-Umfeld (Kurt Raab, Harry Baer) war damit in erster Linie Peer Raben gemeint. Die stark autobiographische Ausprägung des Films (wie der meisten frühen Fassbinder-Filme) lässt natürlich auch die Deutung zu, dass die Darstellerin Irm Hermann sich als hörige Dienerin ihres Herren selbst porträtierte. Petra von Kant (gespielt von Margit Carstensen) ist nach dieser Deutung (dargelegt vor allem von Baer) Fassbinder selbst, Karin Thimm entspricht Günther Kaufmann, Sidonie von Grasenapp steht für Kurt Raab und Valerie von Kant Fassbinders Mutter Liselotte Eder.

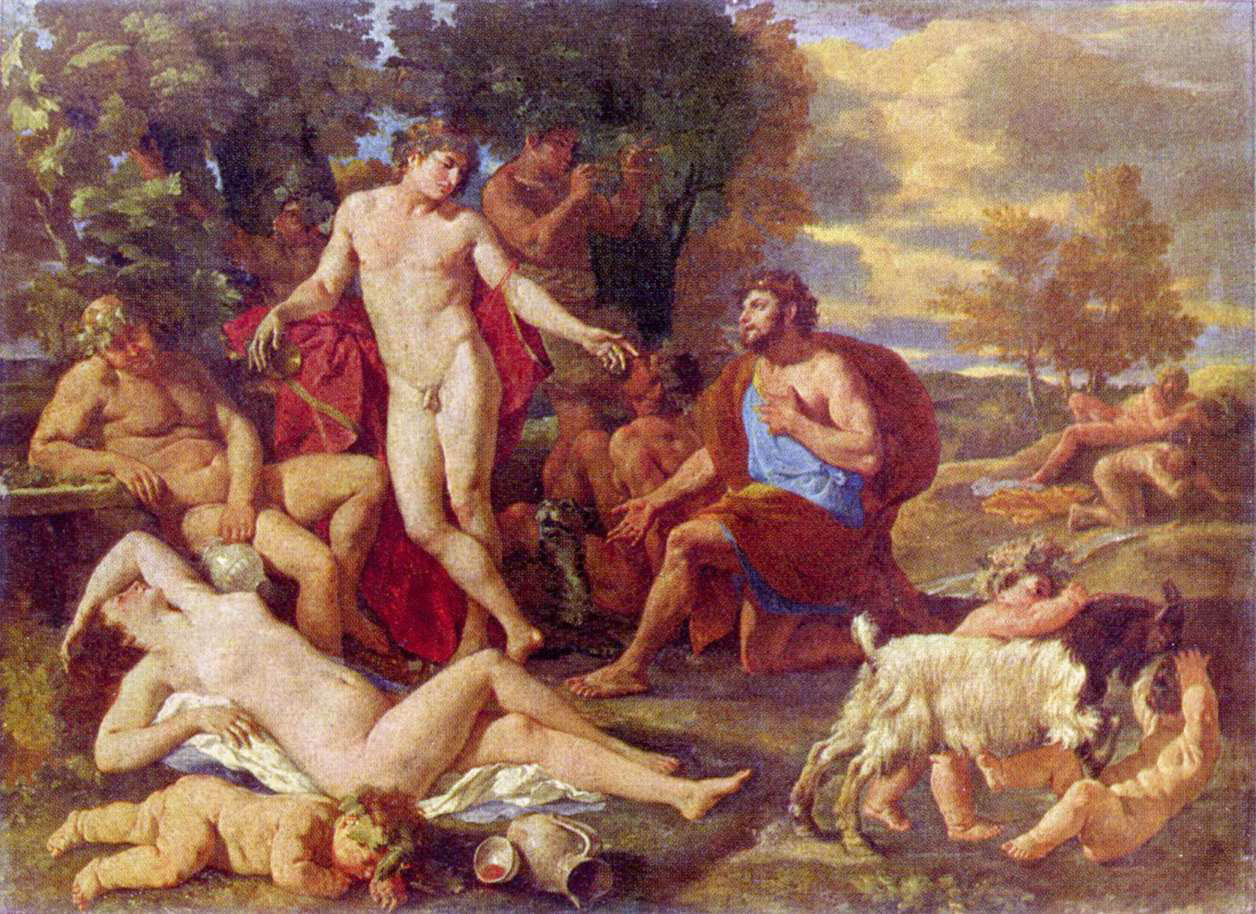
Dient, als Fototapete in von Kants Appartement, in vielen Filmszenen als Bildhintergrund: Das Gemälde Midas und Bacchus von Nicolas Poussin (nach 1624, Alte Pinakothek München)

Der Film ist wie die Vorlage in fünf Akten aufgebaut und spielt ausschließlich in von Kants Appartement. Die Einstellungen sind häufig sehr lang. Das Projekt war die 12. Zusammenarbeit zwischen Fassbinder und der Schauspielerin Hanna Schygulla und bedeutete den Durchbruch für Eva Mattes.
Die bitteren Tränen der Petra von Kant wurde im Januar 1972 in nur zehn Tagen gedreht. Das Budget betrug etwa 325.000 Mark. Der Film feierte seine Premiere am 25. Juni 1972 bei den Internationalen Filmfestspielen Berlin 1972.
Der Film hat das Image eines Films, „den die Frauen nicht mögen“. Regisseur Fassbinder äußerte sich dazu: „Ich betrachte eine Frau genau so kritisch wie einen Mann. (…) Frauen sind interessanter, denn auf der einen Seite sind sie unterdrückt, aber andererseits sind sie es nicht wirklich, weil sie diese ‚Unterdrückung‘ als Terrorinstrument benutzen. (…) Meine Filme sind für die Frauen, nicht gegen sie. Aber fast alle Frauen hassen Petra von Kant – jedenfalls die, die die Arten von Problemen haben, von denen der Film handelt, die das aber nicht zugeben wollen. Das kann ich nicht ändern. (…) Alles in allem finde ich das Verhalten der Frauen genau so schrecklich wie das Verhalten der Männer, und ich versuche, die Gründe dafür zu illustrieren und vor allem zu zeigen, daß wir fehlgeleitet werden durch unsere Erziehung und durch die Gesellschaft, in der wir leben. Meine Beschreibung dieser Verhältnisse ist nicht frauenfeindlich. Sie ist ehrlich…“
Die „miese, kleine Hure“ Karin Thimm trug den Namen einer Journalistin der Münchener Abendzeitung, die Fassbinder und der Action-Theater-Truppe zuerst ablehnend gegenübergestanden hatte, seit dem Erfolg von Katzelmacher jedoch „plötzlich sehr freundlich“ geworden war.

## Kritiken
- Ulrich Gregor: „…eine Studie in Dekadenz, gegenseitiger Abhängigkeit, Leidenschaft, Raserei und Verzweiflung, in seinem Hang zum Exzeß vielleicht das am weitesten vorgetriebene, in der Gestaltung virtuoseste Melodram Fassbinders.“[4]

- Lexikon des internationalen Films: „Virtuos inszeniertes Melodram und Kammerspiel, von Fassbinder nach einem eigenen Bühnenstück in bewusst künstlich-kitschigem Stil verfilmt.“[5]

- Süddeutsche Zeitung: „(…) Frau von Kant verliert ihre Form, der Film hält seine. Dass Fassbinder diese Geschichte zunächst fürs Theater geschrieben hat, will er keinen Augenblick verbergen. Wenn ein Akt zu Ende ist, blendet er überdeutlich ab. Wenn ein Dialog ausläuft, klingelt sofort hilfreich das Telefon, um der Handlung weiterzuhelfen. Immer wieder deklamiert sich Margit Carstensen hoch in übernatürliche, theatralische Sprachlagen: Sie spricht an wichtigen Stellen wahrhaftig Jamben, und ihre Sätze wirken dann wie in Blattgoldrähmchen ausgestellt. Von morgens bis abends bewegen sich diese Frauen in wallenden Trancegewändern, die Köpfe meist aus Pelzkrägelchen hervorschauend. Kein Luftzug Außenwelt weht in dieses aufgedonnerte Wohnatelier der Petra von Kant, das der einzige Schauplatz des Films bleibt. So dreht die Künstlichkeit des Dekors und der Mittel die wilde, verzückte Künstlichkeit der hier vorgetragenen Gefühle Spirale um Spirale höher. Zwei Stunden lang ist der Zuschauer eingeschlossen in diese Welt ohne Aussicht. Ein Sog entsteht, ein Schwindelgefühl, bis der Ernst und die Lächerlichkeit dieser Passionsgeschichte, bis der Kitsch und die Kunst daran sich nicht mehr klar unterscheiden lassen. Wieder einmal hat Fassbinder den sogenannten guten Geschmack kunstvoll aufs Kreuz gelegt. (…)“[6]

- Der Spiegel: „Parodie? Nein, Kitsch wider Willen. An Drehbuchschwächen und Überforderung der Hauptdarstellerin scheitert der Versuch, Grunderkenntnisse über das Wesen der Frau durch gekünstelte Sprache als künstlerisch wertvoll zu verkaufen.“[7]

- Wilhelm Roth in der Biografie Rainer Werner Fassbinder: „So leidenschaftlich auch Petra von Kant der jungen Karin Thimm verfallen zu sein scheint und so pathetisch die Modeschöpferin ihre Passion in Worte kleidet: Die bitteren Tränen der Petra von Kant  ist kein Film über weibliche Homosexualität, sondern eine Etüde über Machtverhältnisse, in der die homoerotische Beziehung eher der Klarheit einer Fallstudie dient.“

- Ulrich Behrens auf filmzentrale.de: „‚Die bitteren Tränen der Petra von Kant‘ ist kein Film über lesbische oder bisexuelle Liebe, nicht einmal nur über Frauen, obwohl in dem Film kein einziger Mann auftaucht, höchstens der auf dem Gemälde von Poussin. Doch der ist wichtig. Das Bild mit dem nackten Mann vermittelt die permanente Anwesenheit des Männlichen, des Herrschsüchtigen, der Macht und der Gewalt. (…) Was an Petra von Kant in einem subjektiven Sinn demonstriert wird, stellenweise mit bitterer Ironie, ist die Vereinsamung eines Menschen durch den Verlust seiner Identität und seiner Fähigkeit zu lieben. Margit Carstensen erweist sich hier als exzellente Darstellerin.“[8]

- Hans Scheugl: „…eines der wenigen Meisterwerke mit homosexueller Thematik, künstlerisch erfrischend in seiner totalen Vermeidung des vorherrschenden Kino-Naturalismus. die Künstlichkeit des Films stimmt perfekt mit der neurotischen Künstlichkeit der Hauptfigur, Petra von Kant, überein, die von Margit Carstensen ausgezeichnet gespielt wird.“ Fassbinder zeigt „eine typische homosexuelle Konstellation“, eine „amour fou über die Klassenschranken hinweg“. Dabei gelinge es ihm „sehr gut, die darin liegenden psychologischen Mechanismen anschaulich zu machen“.[9]

## Auszeichnungen
Die bitteren Tränen der Petra von Kant war bei den Internationalen Filmfestspielen Berlin 1972 für einen Goldenen Bären nominiert.
1973 erhielt der Film drei Bundesfilmpreise (heute: Deutscher Filmpreis) in den Kategorien Beste Schauspielerin (Margit Carstensen und Eva Mattes) und Beste Kamera (Michael Ballhaus).
Irm Hermann erhielt für die Darstellung der „Marlene“ den italienischen Darstellerpreis.
Die Deutsche Film- und Medienbewertung FBW in Wiesbaden verlieh dem Film das Prädikat besonders wertvoll.

## Vertonung
Der Text diente dem irischen Komponisten Gerald Barry als Grundlage für seine englischsprachige fünfaktige Oper The Bitter Tears of Petra von Kant, die am 16. September 2005 in London uraufgeführt wurde (und auch auf CD aufgezeichnet wurde). Die deutschsprachige Erstaufführung war am 4. Mai 2008 am Theater Basel.